# Пекиншка гимназија
Пекиншка гимназија, Олимпијска дворана за бадминтон, је затворена арена која се налази у округу Донгченг у Пекингу, а састоји се од главне такмичарске сале, сале за вјежбање и базена. Изграђен 1954. године уз помоћ совјетских архитеката, то је први вишенамјенски затворени стадион изграђен након оснивања Народне Републике Кине. То је било мјесто одржавања такмичења у бадминтону Азијских игара 1990. године. Од 2009. године служи као Фитнес центар Националног спортског тренинг центра.
Олимпијска бадминтон сала (Пекиншка висока технолошка школа) користи највећу дизајнирану куполу на свијету.

## Кориштење од стране владе
Пекиншка гимназија се користила за састанке са страним угледницима прије изградње Великог Дома народа. Пријављено је да Хе Лонг овдје има своју канцеларију, са црвеним телефоном који је директно повезан са Жонгнанхајом.